# رافائيل دي أوليفيرا
رافائيل دي أوليفيرا هو منافس ألعاب قوى برازيلي، ولد في 5 فبراير 1979 في ساو جوزية دو ريو بريتو في البرازيل.

## وصلات خارجية
- رافائيل دي أوليفيرا على موقع الاتحاد الدولي لألعاب القوى (الإنجليزية)
- رافائيل دي أوليفيرا على موقع اللجنة الأولمبية الدولية (الإنجليزية)
- رافائيل دي أوليفيرا على موقع أوليمبيديا (الإنجليزية)